# Кјазерна (Пезаро и Урбино)
Кјазерна је насеље у Италији у округу Пезаро и Урбино, региону Марке.
Према процени из 2011. у насељу је живело 295 становника. Насеље се налази на надморској висини од 490 м.